# Pedro Alcañiz
Pedro Alcañiz Martínez (Castellón de la Plana, España, 1 de agosto de 1965) es un exfutbolista español que se desempeñaba como delantero. Ahora es el delegado del equipo del Almazora "B" de Cadete, en la ffcv.

## Clubes
| Club             | País   | Año       |
| ---------------- | ------ | --------- |
| C. D. Castellón  | España | 1983-1986 |
| Valencia C. F.   | España | 1986-1989 |
| C. D. Castellón  | España | 1989-1991 |
| Villarreal C. F. | España | 1991-1994 |
| C. D. Castellón  | España | 1996-1997 |
| C. F. Benlloch   | España | 1997-2001 |
| C. D. Almazora   | España | 2001      |